# Gabriel Karlen
Gabriel Karlen (* 10. März 1994) ist ein ehemaliger Schweizer Skispringer.

## Werdegang
Karlen gab sein internationales Debüt bei FIS-Juniorenspringen im Sommer 2008 in Einsiedeln. Ab März 2010 startete er in Chaux-Neuve erstmals im Skisprung-Alpencup. Im August 2012 gelang Karlen nach mehreren schwachen Ergebnissen auf hinteren Rängen in Einsiedeln erstmals der Sprung in die Punkteränge. Nach zwei guten Punkteerfolgen im FIS Cup auf gleicher Schanze im Oktober 2012 startete er im Dezember erstmals im Skisprung-Continental-Cup. In Engelberg wurde er im ersten Springen disqualifiziert. Im zweiten Springen verpasste er als 79. die Punkteränge deutlich.
Daraufhin verblieb Karlen auch weiter vorrangig im C-Kader und startete weiter im FIS Cup und nur selten bei Continental-Cup-Springen. Im Dezember 2013 sprang er in Lahti erstmals im Continental Cup unter die besten zwanzig. Am 3. Januar 2014 bestritt er im Rahmen der Vierschanzentournee 2013/14 die Qualifikation für das Weltcup-Springen in Innsbruck. Als 72. verpasste er den Wettbewerb auf der Bergiselschanze jedoch deutlich. Bei den Nordischen Junioren-Skiweltmeisterschaften 2014 im Val di Fiemme landete er im Einzelspringen auf dem 45. Platz.
Nachdem er im März 2014 beim Alpencup-Springen in Chaux-Neuve unter die Top 10 sprang, bekam er erneut einen Startplatz zum Qualifikations-Springen zum Weltcup in Planica. Jedoch erreichte er erneut nicht den Wettbewerb. Sein Weltcup-Debüt gab er schliesslich am 23. März 2014 beim Teamspringen an gleicher Stelle, bei dem er gemeinsam mit Marco Grigoli, Simon Ammann und Gregor Deschwanden den achten Rang erreichte.
Bei den Nordischen Skiweltmeisterschaften 2015 im schwedischen Falun gehörte er zum Schweizer Kader für das Teamspringen und sprang gemeinsam mit Killian Peier, Gregor Deschwanden und Simon Ammann auf Rang 10.
Im Januar 2020 gab er sein Karriereende bekannt. Er arbeitet für eine französische Firma im polnischen Krakau.

## Statistik

### Weltcup-Platzierungen
| Saison  | Platz | Punkte |
| ------- | ----- | ------ |
| 2016/17 | 71.   | 01     |

### Continental-Cup-Platzierungen
| Saison  | Platz | Punkte |
| ------- | ----- | ------ |
| 2013/14 | 126.  | 018    |
| 2014/15 | 045.  | 224    |
| 2016/17 | 077.  | 091    |
| 2017/18 | 117.  | 027    |
| 2018/19 | 088.  | 065    |
| 2019/20 | 141.  | 009    |